# Ejby, Lejre
Ejby är en ort på ön Själland i Danmark.   Den ligger i Lejre kommun och Region Själland, i den östra delen av landet, 40 km väster om Köpenhamn. Antalet invånare är 1 902. Närmaste större samhälle är Holbæk, 9 km väster om Ejby. Trakten runt Ejby består till största delen av jordbruksmark.